# Historie fotografie

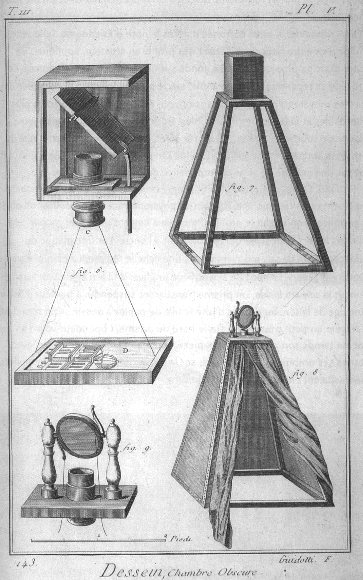
Camera obscura

Historie a vývoj fotografie se odvíjí na základě (znovu)objevení technického aspektu principu fungování camery obscury a laterny magicy, vynálezu camery lucidy, stejně jako panoramy a dioramy.
Pro jednodušší časový přehled viz článek chronologie fotografie.

## Úvod
Projekce obrazů na plochu je známá již po staletí. Takzvané camera obscura a camera lucida byly umělci využívány již v 16. století. Tyto jednoduché přístroje ovšem zachycený obraz neuměly nijak ustálit, pouze promítaly objekty před sebou. Camera obscura doslova přeloženo znamená „temná místnost“.

## Vynález chemické fotografie

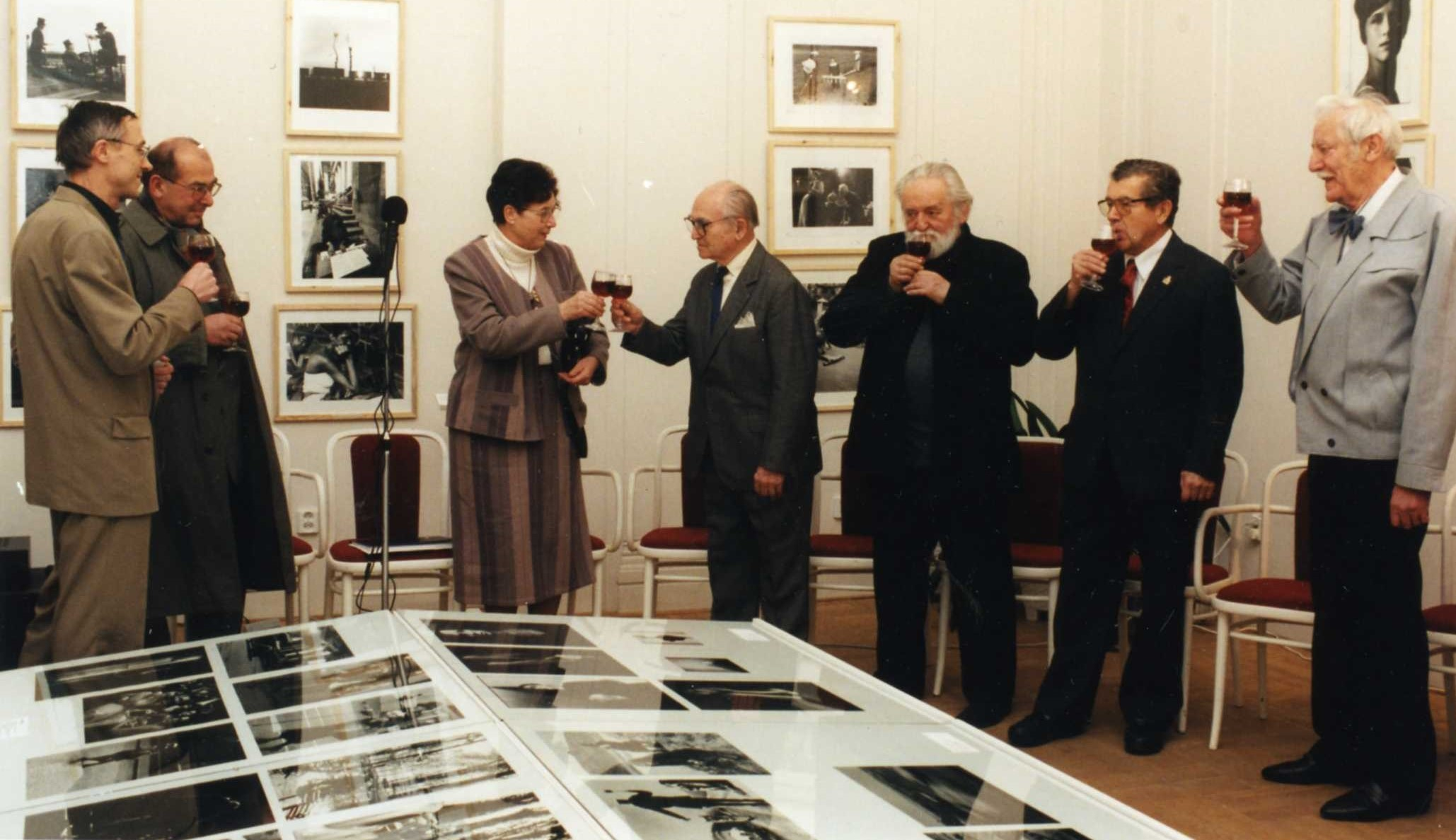
Vzácné setkání nejstarší generace českých fotografů (Šechtlová, Baran, Krejčí, Sitenský, Šimek) v 90. létech 20. stol. na výstavě Nestoři fotografie v Muzeu umění Benešov.

Za první fotografii je považován snímek, který zhotovil v roce 1825 francouzský vynálezce Joseph Nicéphore Niépce – na vyleštěnou cínovou desku pokrytou petrolejovým roztokem asfaltu. Vznikl ve fotopřístroji, a čas expozice byl celých osm hodin za slunného dne. Tento zdlouhavý proces se ukázal býti slepou uličkou a Niépce začal experimentovat se sloučeninami stříbra, přičemž vycházel z poznatků Joanna Heinricha Schultze, který zjistil, že směs křídy a stříbra tmavnou, pokud jsou osvětleny.
Niépce a umělec Jacques Daguerre zdokonalili existující proces na bázi stříbra společně. V roce 1833 Niépce umírá a necháva své poznámky Daguerrovi. Ten, přestože neměl příliš zkušeností s vědou, učinil dva klíčové objevy. Zjistil, že pokud stříbro nejprve vystaví jódovým parám, pak snímek exponuje a nakonec na něj nechá působit rtuťové výpary, získá viditelný a nestálý obraz. Ten pak lze ustálit ponořením desky do solné lázně. V roce 1839 Daguerre oznámil, že objevil proces využívající postříbřenou měděnou desku, nazval jej daguerrotypie. Podobný proces dodnes využívají fotoaparáty Polaroid. Francouzská vláda patent koupila a dala jej ihned k volnému užití (public domain).
Na druhé straně kanálu La Manche, William Fox Talbot objevil již dříve jiný způsob, jak ustálit obraz získaný pomocí stříbrné expozice, ale udržoval jej v tajnosti. Poté, co četl o Daguerrově vynálezu, Talbot svůj proces zdokonalil tak, aby byl dostatečně rychlý a citlivý pro snímání lidí, a v roce 1840 oznámil vynález kalotypie. Listy papíru potáhl vrstvou chloridu stříbrného pro vytvoření okamžitého negativního obrazu, který může být použit k vytvoření libovolného množství kopií, což se podobá i dnešnímu běžnému negativnímu procesu. Talbot si proces patentoval, čímž značně omezil jeho používanost. Po zbytek života pak soudní cestou obhajoval svůj patent a nakonec svojí práce na poli fotografie zanechal. Později ale Talbotův proces zdokonalil George Eastman, a ten je používán dodnes. Také Hippolyte Bayard vyvinul způsob, jak fotografovat, ale s oznámením vynálezu se zpozdil a není proto počítán mezi objevitele fotografie. V roce 1851 vynalezl Frederick Scott Archer mokrý kolodiový proces, později použitý Lewisem Carrollem.
Roku 1856 fotografoval Andreas Groll v Česku.

## Barevná fotografie

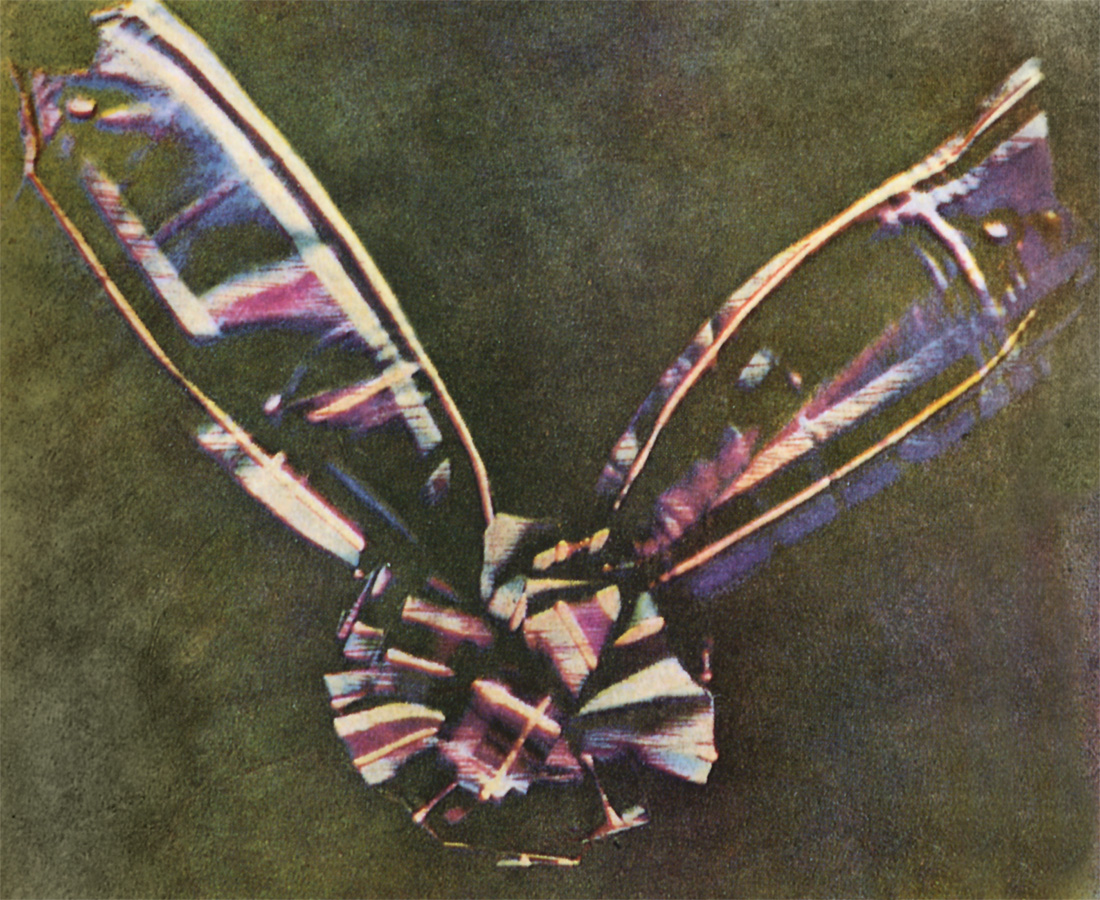
Stužka, první barevná fotografie, 1861

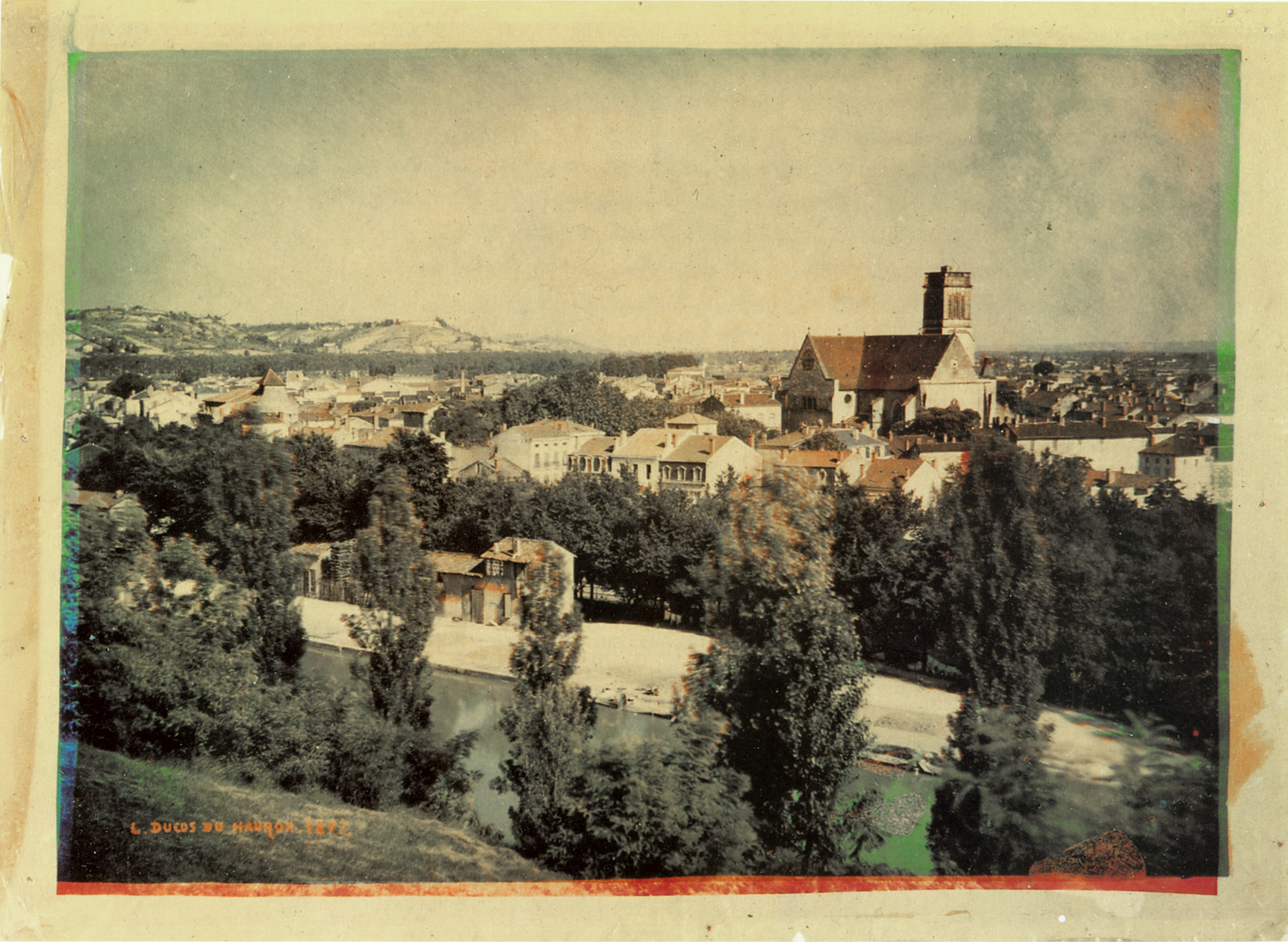
Pohled na Agen, Francie roku 1877 od Louise Ducose du Haurona, francouzského průkopníka barevné fotografie

Fyzikální princip barevné fotografie poprvé předvedl James Clerk Maxwell v Londýně 17. května 1861. Promítl na plátno současně tři černobílé snímky barevné řádové stuhy přes červený, zelený a modrý filtr, které byly předtím exponovány přes filtry stejných barev. Prokázal tak princip aditivního míchání barev. Ve skutečnosti však byla použitá exponovaná fotocitlivá emulze necitlivá na červenou barvu. Místo červené byla na snímku přes červený filtr exponována okem neviditelná ultrafialová část spektra – Prakticky však byla tato technika kvůli své komplikovanosti nepoužitelná.
Na výzkumy Jamese Maxwella navázal Louis Ducos du Hauron Od roku 1862 pracoval několik let na praktickém způsobu záznamu barevných fotografií pomocí dvou barevných systémů: subtraktivního (žlutá, azurová, purpurová) a aditivního (červená, zelená, modrá) barevného systému. Roku 1868 tyto metody patentoval. Osvítil bromostříbrnou kolodiovou desku výtažkovými filtry a zhotovil tak diapozitivy zabarvené do červena, modra a žluta. Tyto tři části pak musely být k získání konečné fotografie zcela přesně položeny přes sebe. Kvůli vysokým nákladům této metody se však v praxi mnoho nepoužívala. Jednou z prvních barevných fotografií je Landscape of Southern France, pořízená subtraktivní metodou r. 1877. Zároveň s Hauronem objevil podobný systém Charles Cros, který později s Hauronem spolupracoval.
Roku 1888 F. E. Ives vyvolal tříbarevnou fotografii. Tu pak Němec Adolf Miethe od roku 1903 používal v praxi. A. Miethe vynalezl také panchromatické zcitlivění pro reprodukci barevných tónů.
Dalšími, kdo se zabýval barevnou fotografií byli roku 1904 v Lyonu bratři Auguste a Louis Lumièrové, kteří představili první autochromové desky, které se daly reprodukovat barevným tiskem a umožnili v praxi vyrobit fotografii jedním jediným snímkem.

## Počátky a rozšíření fotografie

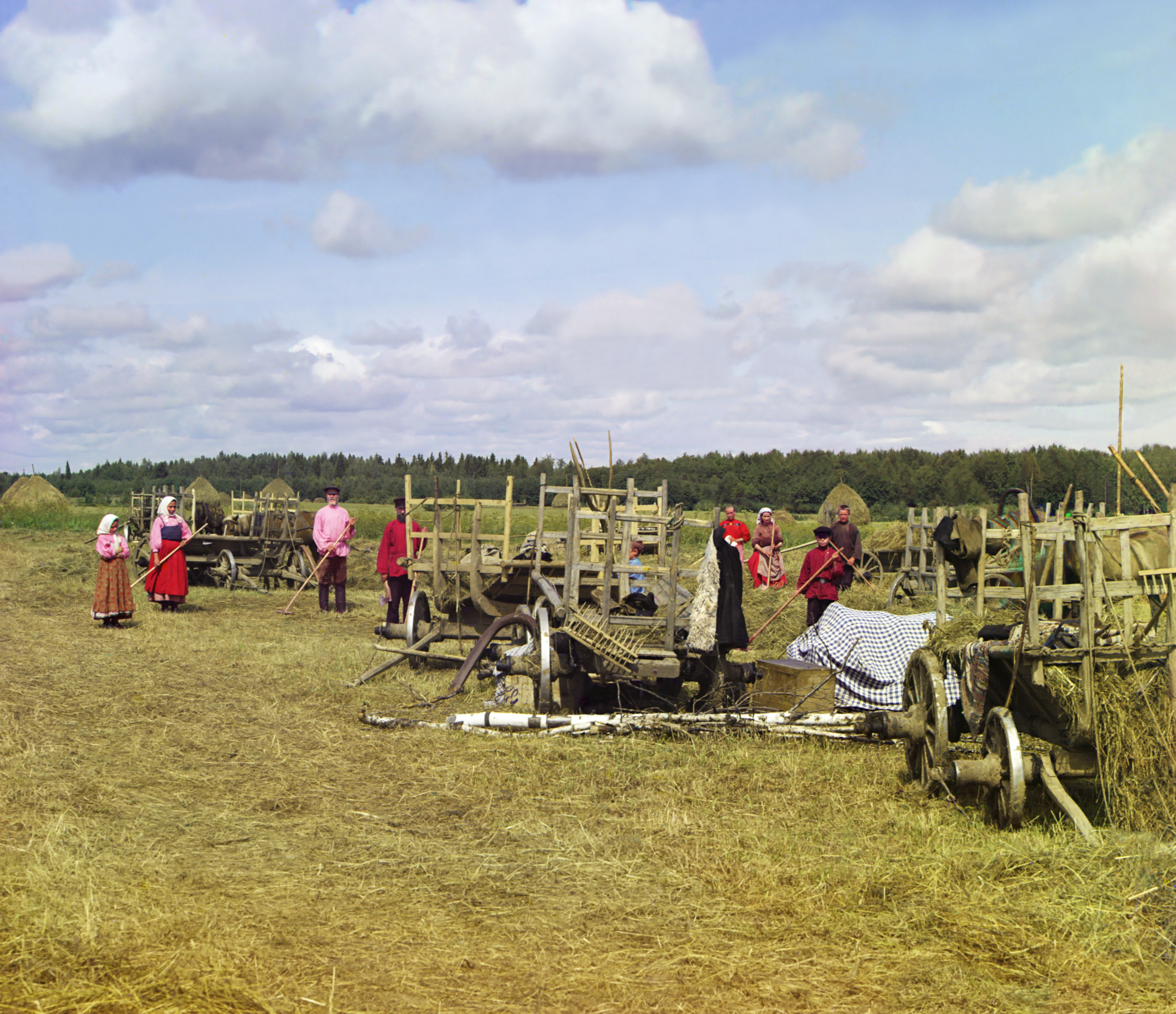
Raný barevný snímek Sergeje Prokudin-Gorského okolo roku 1909

V roce 1884 vyrobil George Eastman první fotografický film, který zbavil fotografy nutnosti nosit s sebou těžké skleněné fotografické desky a jedovaté chemikálie. V roce 1888 uvedl první filmový fotoaparát pod obchodním názvem Kodak.
Roku 1925 byl na trh uveden fotoaparát Leica, používající 35mm film, který se od té doby stal standardem maloformátové fotografie. Od roku 1935 jsou na trhu i barevné filmy, v roce 1963 vyvinula firma Polaroid Corporation emulze umožňující vytvářet barevné snímky, které nepotřebovaly žádné další zpracování, a fotografie se na nich objevila několik minut po expozici – tzv. okamžitá fotografie.

## Vynález digitální fotografie
V roce 1969 vynalezli George Elwood Smith a Willard Boyle snímače typu CCD a v následujícím roce zabudovali CCD do fotoaparátu. Teprve roku 1981 společnost Sony vyrobila první fotoaparát, který místo filmu na chemickém principu zaznamenával obraz na elektronické prvky CCD. Jeho analogové výstupy se zapisovaly na disketu. Hlavním tahounem vývoje byla v osmdesátých létech firma Kodak. První komerčně šířený digitální fotoaparát byl Apple QuickTake 100 z roku 1994. V běžném prodeji byly digitální fotoaparáty od roku 1996 i v Česku. Po roce 2000 aparáty používající digitální záznam začaly vytlačovat běžné kinofilmové.